# Alpaida
Alpaida este un gen de păianjeni din familia Araneidae.

## Specii[1]
- Alpaida acuta
- Alpaida albocincta
- Alpaida almada
- Alpaida alticeps
- Alpaida alto
- Alpaida alvarengai
- Alpaida amambay
- Alpaida anchicaya
- Alpaida angra
- Alpaida antonio
- Alpaida atomaria
- Alpaida banos
- Alpaida biasii
- Alpaida bicornuta
- Alpaida bischoffi
- Alpaida boa
- Alpaida boraceia
- Alpaida cachimbo
- Alpaida cali
- Alpaida calotypa
- Alpaida canela
- Alpaida canoa
- Alpaida carminea
- Alpaida caxias
- Alpaida chaco
- Alpaida championi
- Alpaida chapada
- Alpaida chickeringi
- Alpaida cisneros
- Alpaida citrina
- Alpaida conica
- Alpaida constant
- Alpaida coroico
- Alpaida costai
- Alpaida cuiaba
- Alpaida cuyabeno
- Alpaida darlingtoni
- Alpaida deborae
- Alpaida delicata
- Alpaida dominica
- Alpaida eberhardi
- Alpaida elegantula
- Alpaida ericae
- Alpaida erythrothorax
- Alpaida gallardoi
- Alpaida gracia
- Alpaida graphica
- Alpaida grayi
- Alpaida guimaraes
- Alpaida gurupi
- Alpaida haligera
- Alpaida hartliebi
- Alpaida hoffmanni
- Alpaida holmbergi
- Alpaida iguazu
- Alpaida iquitos
- Alpaida itapua
- Alpaida itauba
- Alpaida jacaranda
- Alpaida kartabo
- Alpaida keyserlingi
- Alpaida kochalkai
- Alpaida lanei
- Alpaida latro
- Alpaida leucogramma
- Alpaida lomba
- Alpaida lubinae
- Alpaida machala
- Alpaida madeira
- Alpaida manicata
- Alpaida marmorata
- Alpaida marta
- Alpaida mato
- Alpaida moata
- Alpaida moka
- Alpaida monzon
- Alpaida morro
- Alpaida muco
- Alpaida murtinho
- Alpaida nadleri
- Alpaida nancho
- Alpaida narino
- Alpaida natal
- Alpaida negro
- Alpaida nigrofrenata
- Alpaida niveosigillata
- Alpaida nonoai
- Alpaida octolobata
- Alpaida oliverioi
- Alpaida orgaos
- Alpaida pedro
- Alpaida picchu
- Alpaida quadrilorata
- Alpaida queremal
- Alpaida rioja
- Alpaida roemeri
- Alpaida rosa
- Alpaida rossi
- Alpaida rostratula
- Alpaida rubellula
- Alpaida sandrei
- Alpaida santosi
- Alpaida schneblei
- Alpaida scriba
- Alpaida septemmammata
- Alpaida sevilla
- Alpaida silencio
- Alpaida simla
- Alpaida sobradinho
- Alpaida sulphurea
- Alpaida sumare
- Alpaida tabula
- Alpaida tayos
- Alpaida thaxteri
- Alpaida tijuca
- Alpaida trilineata
- Alpaida trispinosa
- Alpaida truncata
- Alpaida tullgreni
- Alpaida tuonabo
- Alpaida urucuca
- Alpaida utcuyacu
- Alpaida utiariti
- Alpaida vanzolinii
- Alpaida variabilis
- Alpaida veniliae
- Alpaida wenzeli
- Alpaida vera
- Alpaida versicolor
- Alpaida weyrauchi
- Alpaida xavantina
- Alpaida yotoco
- Alpaida yucuma
- Alpaida yungas
- Alpaida yuto